# Ära ske Herren, ja Herren allena ske ära
Ära ske Herren, ja Herren allena ske ära är en psalmtext med tre verser författade av Johan Olof Wallin.
Texten är hämtad från psalmen Ära ske Herren! Vår hjälpare Herren är vorden, där dessa utgör verserna 6, 5 och 4.

## Publicerad i
- Svenska Missionsförbundets sångbok 1920 som nr 713 under rubriken "Konung och Fädernesland".